# 塔爾塔克 (日梅林卡區)
49°4′57″N 28°5′25″E / 49.08250°N 28.09028°E
塔爾塔克（烏克蘭語：Тартак），是烏克蘭的村落，位於該國西南部文尼察州，由日梅林卡區負責管轄，面積1.03平方公里，海拔高度275米，2001年人口352，人口密度每平方公里341.75人。